# Temnaspis bidentatus
Temnaspis bidentatus es una especie de coleóptero de la familia Megalopodidae.

## Distribución geográfica
Habita en Assam (India).